# Chefe Pontiac
Chefe Pontiac ou Obwandiyag (1720 – 20 de abril de 1769) foi um indígena norte-americano que liderou a guerra de Ottawa, recordado por sua participação de resistência à ocupação britânica da região dos grandes lagos, que por sua vez ficou conhecida como Rebelião de Pontiac.

## Primeiros anos
Documentos contemporâneos revelam pouco sobre Pontiac antes de 1763. Ele provavelmente nasceu entre 1712 e 1725, talvez em uma aldeia de Ottawa nos rios Detroit ou Maumee. Outras fontes afirmam que ele pode ter nascido em Defiance, Ohio.